# Yorgo Voyagis
Yorgo Voyagis ( griego : Γιώργος Βογιατζής , romanizado :  Giorgos Vogiatzis ; nacido el 6 de diciembre de 1945) es un actor griego. Es reconocido por haber interpretado a José en la miniserie Jesús de Nazaret de 1977 dirigida por Franco Zeffirelli.
Voyagis trabajó con directores reconocidos mundialmente como Ettore Scola y Roman Polanski. Tiene una gran trayectoria especialmente en la televisión.

## Vida privada
De su relación con la actriz Nadia Cassini tuvo una hija, Kassandra; También tiene otro hijo, William, nacido de otra relación. En 2005 se casó con la actriz Diana Scorits, pero la pareja se divorció posteriormente en 2022.

## Filmografía
- 1964: Zorba the Greek (Alexis Zorbas) de Michael Cacoyannis, Pavlo
- 1967: Killer Kid de Leopoldo Savona, Pablo
- 1967: To prosopo tis Medousas by Nikos Koundouros
- 1968: Giarrettiera Colt de Gian Rocco, Carlos
- 1968: Love Problems de Giuliano Biagetti
- 1969: Cuore di mamma de Salvatore Samperi, Carlo
- 1970: The Adventurers de Lewis Gilbert, El Lobo
- 1970: The Last Valley de James Clavell, Pirelli
- 1975: Orlando furioso (serie de televisión) de Luca Ronconi
- 1975: Chronicle of the Years of Fire de Mohammed Lakhdar-Hamina, Ahmed
- 1977: Jesus of Nazareth de Franco Zeffirelli - José
- 1977: The New Monsters (I nuovi mostri) de Mario Monicelli, Dino Risi y Ettore Scola, the terrorist
- 1978: Nero veneziano de Ugo Liberatore, Dan
- 1981: Un'assistente tutta pepe de Nando Cicero, Bel Ami
- 1981: Tutta da scoprire de Giuliano Carnimeo, Nicki
- 1982: La casa stregata de Bruno Corbucci, Omar
- 1982: The Ballad of Mamluk de Abdelhafidh Bouassida, Mamluk
- 1982: Eccezzziunale... veramente de Carlo Vanzina, Slavo
- 1982: Sesso e volentieri de Dino Risi, Amante de Pino
- 1983: Captain X (serie de televisión) de Bruno Gantillon, Ismet
- 1983: O stohos de Nikos Foskolos, Tasos Seretis
- 1984: The Little Drummer Girl de George Roy Hill, Joseph
- 1986: The Boss (serie de televisión) de Silverio Blasi
- 1986: Naso di cane (miniserie) de Pasquale Squitieri, Achille Ammirato
- 1987: Nel gorgo del peccato (serie de televisión) de Andrea and Antonio Frazzi
- 1987: Miami Vice (serie de televisión, un episodio) creada por Anthony Yerkovich, Alexander Dykstra
- 1987: Julia and Julia de Peter Del Monte, Goffredo
- 1988: Grandi cacciatori de Augusto Caminito, Leader
- 1988: Frantic de Roman Polanski
- 1988: The Fortunate Pilgrim (serie de televisión) de Stuart Cooper, Tony
- 1988: The Bourne Identity de Roger Young, Carlos
- 1988: Nosferatu in Venice (Nosferatu a Venezia) de Augusto Caminito, Dr. Barneval
- 1989: China Beach (serie de televisión) creada por John Sacret Young y William Broyles Jr., Turner
- 1989: Rosso veneziano de Étienne Périer, Torelli
- 1990: Courage Mountain de Christopher Leitch, Signor Bonelli
- 1991: I agapi tis gatas (serie de televisión) de Andreas Thomopoulos, Detective Zaras
- 1992: L'ispettore Anticrimine (serie de televisión) de Paolo Fondato
- 1993: The Washing Machine de Ruggero Deodato, Yuri Petkov
- 1994: Running Delilah de Richard Franklin, Alec Kasharian
- 1996: Earth indigo (serie de televisión) de Jean Sagols, Alvarez Corea
- 1997: Jeavaeri (serie de televisión) de Giorgos Kordelas Antonis
- 1997: The Odyssey (The Odyssey) de Andrei Konchalovsky, Agamemnon
- 1997: Under the feet of women by Rachida Krim, Moncef 1996
- 1999: Guardami de Davide Ferrario, Padre de Nina
- 2000: ...Ystera, irthan oi Melisses (serie de televisión) de Kostas Koutsomytis, Stathis Horafas
- 2000: The Prince of Arabia  de Peter Deutsch y Karola Meeder, Prinz Mahib
- 2001: The Knights of the Quest de Pupi Avati, Isacco Sathas
- 2001: Beautiful People de Nikos Panayotopoulos
- 2002: Winter de Nina Di Majo, Gustavo
- 2002: Lilly's Story de Robert Manthoulis George
- 2002:  Swept Away de Guy Ritchie, Capitán
- 2003: Leni (serie de televisión) de Lambis Zaroutiadis Petros
- 2004: Signora de Francesco Laudadio, Basilio
- 2004: Arhipelagos (serie de televisión de Vasilis Karfis, Manola Stella y Nikos Zapatinas, Strtis
- 2006: An m 'agapas (TV series) by Stratos Markidis
- 2007: Yungermann (serie de televisión, 2 episodios), Ademar
- 2009: Without Borders de Nick Gaitatjis, Thanasis
- 2012: The Day of the Siege: September Eleven 1683 de Renzo Martinelli, Abu'l
- 2017: Dove non ho mai abitato de Paolo Franchi